# Hozelec
Hozelec es un municipio del distrito de Poprad en la región de Prešov, Eslovaquia, con una población estimada a final del año 2024 de 777 habitantes.
Se encuentra ubicado al oeste de la región, cerca del río Poprad (cuenca hidrográfica del río Vístula) y de la frontera con la región de Žilina.

## Demografía
| Año        | 1994 | 2004     | 2014    | 2024    |
| ---------- | ---- | -------- | ------- | ------- |
| Población  | 684  | 831      | 795     | 777     |
| Diferencia |      | +21,49 % | −4,33 % | −2,26 % |

| Año        | 2023 | 2024    |
| ---------- | ---- | ------- |
| Población  | 787  | 777     |
| Diferencia |      | −1,27 % |